# World Cyber Games

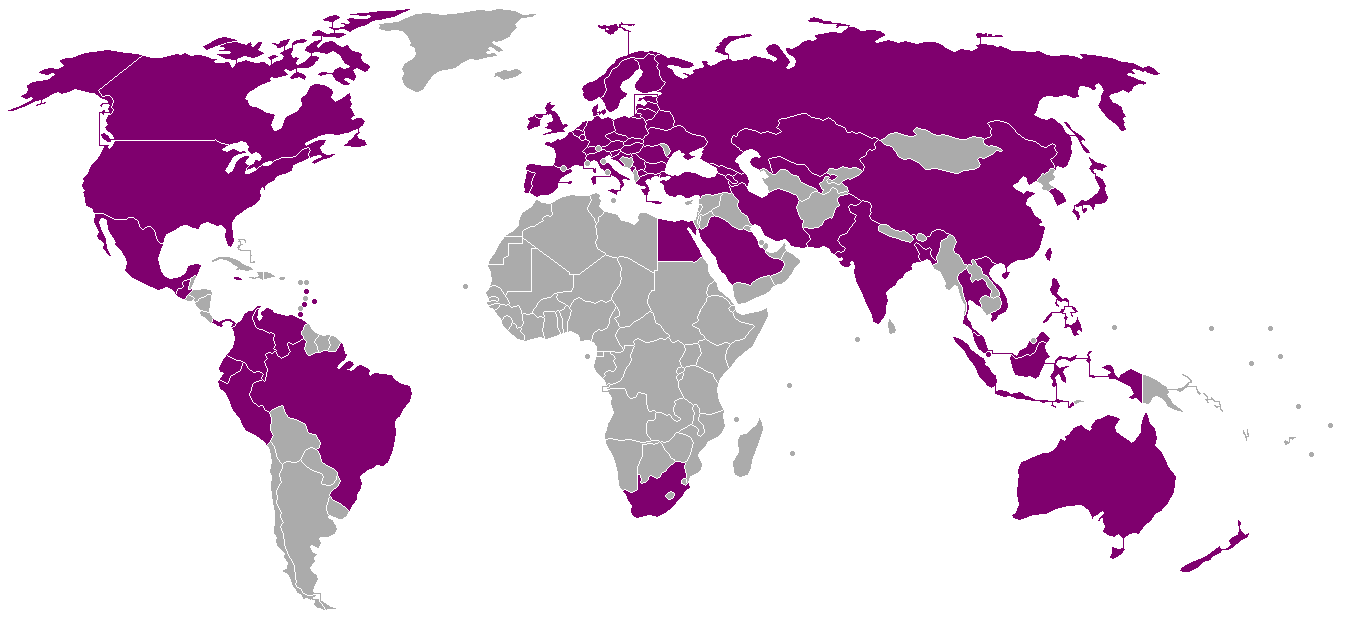
Mapa państw biorących udział w World Cyber Games

World Cyber Games (WCG) – międzynarodowy festiwal gier komputerowych, prowadzony przez International Cyber Marketing z Korei Południowej przy udziale firmy Samsung i południowokoreańskiego rządu. Inne określenie to cyberolimpiada, bo ambicją organizatorów jest wykreowanie WCG na komputerowy odpowiednik igrzysk olimpijskich.
Pierwsze WCG odbyły się w 2000 roku w Seulu, który gościł również kolejne edycje imprezy. Od 2004 roku wielki finał WCG odbywał się w różnych krajach świata – Stanach Zjednoczonych, Singapurze, Włoszech, Niemczech i Chinach – by w roku 2011 znów powrócić do Korei Południowej. Dwie kolejne imprezy odbędą się z kolei w chińskim Kunshan.
Krajowe kwalifikacje online zrzeszają nawet po kilka tysięcy graczy z danych państw. Krajowe finały zawsze są dużymi wydarzeniami na scenie gier komputerowych, natomiast finały światowe przyciągają przed komputery wiele osób z zamiarem śledzenia na bieżąco wyników podawanych m.in. przez strony internetowe, telewizje, czy też radia o tematyce e-sportowej.
W Polsce krajowe finały WCG dawniej były rozgrywane w Hali EXPO XXI wieku w Warszawie. Od eliminacji z roku 2005, przez kilka lat miały miejsce w stołecznym centrum handlowym Blue City. W roku 2010 finały odbyły się w Multikinie Złote Tarasy, a w roku kolejnym rozgrywki powróciły do Hali EXPO XXI wieku.
5 lutego 2014 roku CEO WCG Brad Lee poinformował, iż komitet WCG podjął decyzję o zakończeniu organizowania finałów World Cyber Games.

## Historia
| Data                      | Miejscowość   | Państwo           | Liczba ekip | Liczba sportowców | Liczba konkurencji |
| ------------------------- | ------------- | ----------------- | ----------- | ----------------- | ------------------ |
| WCG 2000 (7 X – 15 X)     | Yong-in       | Korea Południowa  | 17          | 174               | 5                  |
| WCG 2001 (5 XII – 9 XII)  | Seul          | Korea Południowa  | 33          | 430               | 6                  |
| WCG 2002 (28 X – 3 XI)    | Daejeon       | Korea Południowa  | 45          | 462               | 6                  |
| WCG 2003 (12 X – 18 X)    | Seul          | Korea Południowa  | 55          | 562               | 7                  |
| WCG 2004 (6 X – 10 X)     | San Francisco | Stany Zjednoczone | 61          | 642               | 8                  |
| WCG 2005 (16 XI – 20 XI)  | Singapur      | Singapur          | 66          | 679               | 8                  |
| WCG 2006 (18 X – 22 X)    | Monza         | Włochy            | 68          | 700               | 8                  |
| WCG 2007 (3 X – 7 X)      | Seattle       | Stany Zjednoczone | 74          | 700               | 12                 |
| WCG 2008 (5 XI – 9 XI)    | Kolonia       | Niemcy            | 78          | 800               | 14                 |
| WCG 2009 (11 XI – 15 XI)  | Chengdu       | Chiny             | 65          | 600               | 12                 |
| WCG 2010 (27 IX – 3 X)    | Los Angeles   | Stany Zjednoczone | –           | 360               | 13                 |
| WCG 2011 (8 XII – 11 XII) | Pusan         | Korea Południowa  | –           | –                 | –                  |

## Konkurencje
Na pierwszych cyberigrzyskach rozgrywano zawody jedynie w 4 konkurencjach: Age of Empires II, FIFA 2000, StarCraft: Brood War i Quake III: Arena. Współcześnie gracze rywalizują w 12 konkurencjach na PC, konsolach Xbox 360 lub telefonach komórkowych.
Konkurencje World Cyber Games 2009:

- Asphalt 4: Elite Racing
- Carom3D
- Counter-Strike 1.6
- Dungeon & Fighter
- FIFA 09
- Guitar Hero: World Tour
- Red Stone
- StarCraft 2
- TrackMania Nations Forever
- Virtua Fighter 5 Online
- Wise Star 2
- Warcraft III: The Frozen Throne

## Hall of Fame
Hall of Fame to odpowiednik „muzeum eSportu”. Trafiają do niego zawodnicy lub zespoły, które zdobyły co najmniej dwa złote medale oraz przestrzegają zasad fair play. Dodatkowo gracze zostają uhonorowani statusem legendy WCG (WCG Legend).

### Lista członków
- AGAiN (Zwycięzca WCG 2006, 2009, 2011 oraz 2014 w Counter-Strike. Jako pierwsza drużyna w historii zdobyła 3 złote medale na tym turnieju.).
- Manuel „Grubby” Schenkhuizen (Zwycięzca WCG 2008 i 2004 w Warcraft III).
- Wouter „Handewasser” van Someren (Zwycięzca WCG 2008 i 2007 w Project Gotham Racing 4).
- Daniel „hero” Schellhase (Zwycięzca WCG 2003 i 2005 w FIFA).
- Kang „Grunt” Byeong-geon (Zwycięzca WCG 2001 i 2007 w Age of Empires).
- Li „Sky” Xiaofeng (Zwycięzca WCG 2006 i 2005 w Warcraft III).
- Ryoo „SeleCT” Kyung-hyun (Zwycięzca WCG 2006 i 2005 w Warhammer 40,000).
- Matthew „Zyos” Leto (Zwycięzca WCG 2004 i 2003 w Halo).
- Lim „BoxeR” Yo-hwan (Zwycięzca WCG 2003 i 2005 w Starcraft: Brood War).
- Christian „GitzZz” Höck (Zwycięzca WCG 2005 i 2003 w Unreal Tournament).
- Dennis „styla” Schellhase (Zwycięzca WCG 2003 i 2005 w FIFA).
- Team 3D (Zwycięzca WCG 2004 i 2005 w Counter-Strike).

Stan na grudzień 2009.

## Statystyka medalowa
| Klasyfikacja medalowa | Klasyfikacja medalowa | Klasyfikacja medalowa | Klasyfikacja medalowa | Klasyfikacja medalowa | Klasyfikacja medalowa |
| Lp.                   | Państwo               | Złoto                 | Srebro                | Brąz                  | Razem                 |
| --------------------- | --------------------- | --------------------- | --------------------- | --------------------- | --------------------- |
| 1.                    | Korea Południowa      | 30                    | 18                    | 19                    | 67                    |
| 2.                    | Stany Zjednoczone     | 14                    | 8                     | 10                    | 32                    |
| 3.                    | Niemcy                | 12                    | 8                     | 13                    | 33                    |
| 4.                    | Holandia              | 6                     | 4                     | 8                     | 18                    |
| 5.                    | Brazylia              | 5                     | 7                     | 3                     | 15                    |
| 6.                    | Japonia               | 5                     | 4                     | 2                     | 11                    |
| 7.                    | Chiny                 | 4                     | 7                     | 2                     | 13                    |
| 8.                    | Rosja                 | 4                     | 5                     | 7                     | 16                    |
| 9.                    | Szwecja               | 3                     | 8                     | 1                     | 12                    |
| 10.                   | Chińskie Tajpej       | 3                     | 3                     | 4                     | 10                    |
| 11.                   | Kanada                | 3                     | 3                     | 3                     | 9                     |
| 12.                   | Wielka Brytania       | 3                     | 3                     | 2                     | 8                     |
| 13.                   | Polska                | 3                     | 2                     | 4                     | 9                     |
| 14.                   | Włochy                | 2                     | 3                     | 1                     | 6                     |
| 15.                   | Francja               | 1                     | 5                     | 4                     | 10                    |
| 16.                   | Dania                 | 1                     | 3                     | 2                     | 6                     |
| 17.                   | Singapur              | 1                     | 3                     | 0                     | 4                     |
| 18.                   | Bułgaria              | 1                     | 1                     | 2                     | 4                     |
| 19.                   | Rumunia               | 1                     | 1                     | 1                     | 3                     |
| 20.                   | Ukraina               | 1                     | 0                     | 4                     | 6                     |
| 21.                   | Australia             | 1                     | 0                     | 2                     | 3                     |
| 22.                   | Norwegia              | 1                     | 0                     | 1                     | 2                     |
| 23.                   | Austria               | 0                     | 2                     | 2                     | 4                     |
| 24.                   | Hiszpania             | 0                     | 2                     | 1                     | 3                     |
| 25.                   | Kazachstan            | 0                     | 1                     | 0                     | 1                     |
|                       | Meksyk                | 0                     | 1                     | 0                     | 1                     |
|                       | Portugalia            | 0                     | 1                     | 0                     | 1                     |
| 28.                   | Finlandia             | 0                     | 0                     | 3                     | 3                     |
| 29.                   | Argentyna             | 0                     | 0                     | 1                     | 1                     |
|                       | Hongkong              | 0                     | 0                     | 1                     | 1                     |
|                       | Nowa Zelandia         | 0                     | 0                     | 1                     | 1                     |
|                       | Słowacja              | 0                     | 0                     | 1                     | 1                     |
|                       | Tajlandia             | 0                     | 0                     | 1                     | 1                     |

| Klasyfikacja medalowa | Klasyfikacja medalowa                | Klasyfikacja medalowa | Klasyfikacja medalowa | Klasyfikacja medalowa | Klasyfikacja medalowa |
| Lp.                   | Państwo                              | Złoto                 | Srebro                | Brąz                  | Razem                 |
| --------------------- | ------------------------------------ | --------------------- | --------------------- | --------------------- | --------------------- |
| 1.                    | Azja                                 | 43                    | 37                    | 27                    | 107                   |
| 2.                    | Europa                               | 39                    | 48                    | 58                    | 145                   |
| 3.                    | Ameryka Północna, Środkowa i Karaiby | 17                    | 12                    | 13                    | 42                    |
| 4.                    | Ameryka Południowa                   | 5                     | 7                     | 4                     | 16                    |
| 5.                    | Oceania                              | 1                     | 0                     | 3                     | 3                     |